# Damian Dame
Damian Dame foi uma dupla de cantores de rhythm and blues constituído por Debra Jean "Deah Dame" Hurd (20 de setembro de 1958 - 27 de junho de 1994) e Bruce Edward "Damian" Broadus (13 de setembro de 1966 - 27 de junho de 1996).
Em 1991, o Damian Dame realizou seu primeiro ato na carreira artística ao assinar com a LaFace Records. A dupla lançou o seu álbum de estreia em 14 de maio de 1991, emplacando dois hits no rádio: "Exclusivity" e "Right Down To It".
Hurd morreu em um acidente automobilístico em 27 de junho de 1994, pouco antes da dupla ir no estúdio para gravar um segundo álbum.
Broadus morreu de câncer de cólon em 27 de junho de 1996m exatamente dois anos após a morte da sua parceira.
Damian teve um filho com Carol Morrow, chamado Sky, que foi destaque no programa da MTV Super Sweet Sixteen.